# Caesioperca lepidoptera
Caesioperca lepidoptera, danh pháp thông thường là Butterfly perch, là một loài cá biển thuộc chi Caesioperca trong họ Cá mú. Loài này được mô tả lần đầu tiên vào năm 1801.

## Phân bố và môi trường sống
C. lepidoptera có phạm vi phân bố ở vùng biển Đông Nam Ấn Độ Dương và Tây Nam Thái Bình Dương. Chúng được tìm thấy ở miền nam nước Úc, từ bờ biển bang New South Wales, men theo bờ biển phía nam nước này (bao gồm xung quanh Tasmania) đến Albany, Tây Úc (nhưng không phổ biến ở Tây Úc). Loài này cũng được tìm thấy ở New Zealand. Chúng sống thành đàn lớn, bơi xung quanh các rạn san hô và đá ngầm ở độ sâu khoảng từ 100 m trở lại.

## Mô tả
C. lepidoptera có chiều dài cơ thể lớn nhất được ghi nhận là khoảng 30 cm. Thân thuôn dài, hình bầu dục. Đầu và thân có màu hồng hoặc nâu nhạt với một đốm đen lớn ở hai bên thân của cá trưởng thành. Thân lốm đốm các chấm màu nâu sậm. Xung quanh mắt có các vệt màu xanh ánh kim. Các vây có viền màu xanh sáng. Thùy đuôi ngắn. Chúng thường bị nhầm lẫn với loài họ hàng duy nhất, Caesioperca rasor.
Số gai ở vây lưng: 10; Số tia vây mềm ở vây lưng: 19 - 21; Số gai ở vây hậu môn: 3; Số tia vây mềm ở vây hậu môn: 9 - 10; Số tia vây mềm ở vây ngực: 16 - 17; Số gai ở vây bụng: 1; Số tia vây mềm ở vây bụng: 5; Số vảy đường bên: 52 - 65; Số đốt sống: 26.
Thức ăn của C. lepidoptera là các loài sinh vật phù du và động vật giáp xác. C. lepidoptera trú ẩn trong các hang động và kẽ đá vào ban đêm.